# Betsy Nagelsen
Betsy Nagelsen McCormack (* 23. Oktober 1956 in Saint Petersburg, Florida) ist eine ehemalige US-amerikanische Tennisspielerin.

## Karriere
Nagelsen gewann 1978 und 1980 die Konkurrenz im Damendoppel der Australian Open, damals noch in Kooyong auf Rasen. Den ersten Titel feierte sie mit Renáta Tomanová gegen Naoko Satō und Pam Whytcross, den zweiten an der Seite von Martina Navrátilová gegen Ann Kiyomura und Candy Reynolds. 1978 stand sie in Melbourne zudem im Einzelfinale, unterlag dort aber Chris O’Neil in zwei Sätzen. In ihrer 21 Jahre dauernden Karriere gewann Nagelsen auf der WTA Tour einen Einzel- und 21 Doppeltitel. Den Einzeltitel sicherte sie sich 1978 in Surbiton.
Nach ihrem Rücktritt vom Profitennis nach dem Wimbledon-Turnier 1996 war sie als Kommentatorin für die US-Fernsehsender ABC und ESPN und für Nine Network in Australien tätig.
Betsy Nagelsen heiratete 1986 Mark McCormack, den Sportmanager und Gründer der International Management Group (IMG) sowie Mitglied der International Tennis Hall of Fame. Mit Hilfe von Spenden des Paares wurde das McCormack–Nagelsen Tennis Center am College of William & Mary errichtet.

## Grand-Slam-Erfolge

### Doppel
| Jahr | Turnier             | Partnerin           | Finalgegnerinnen            | Ergebnis |
| ---- | ------------------- | ------------------- | --------------------------- | -------- |
| 1978 | Australian Open     | Renáta Tomanová     | Naoko Satō Pam Whytcross    | 7:5, 6:2 |
| 1980 | Australian Open (2) | Martina Navrátilová | Ann Kiyomura Candy Reynolds | 6:4, 6:4 |